# Борилачке вјештине
Борилачке вјештине су различити системи борилачких вјежби и различитих техника самоодбране, најчешће источноазијског поријекла; првенствено развијених као средство борбе без оружја. Тренутно се практикују у многим земљама, углавном у облику спортских вјежби које имају за циљ физичко и ментално побољшање.
Борилачке вјештине су подијељене на утврђење области, врсте, стилове и школе. Могу бити старијег и новијег времена постанка. Поред тога, различити стилови борилачких вјештина се могу подијелити на унутрашње и спољашње, које се разликују на основу тренинга тијела и рада са свијешћу. Примјер унутрашње школе је тајђићуен, а спољашње чи кунг. Такође, методе обуке се могу подијелити на унутрашње (нпр. медитација) и спољашње (макивара). Као заједнички назив за све борилачке вјештине и спортове поједини савремени аутори користе назив кемпо. Скуп јапански борилачких вјештина се обично назива будо.
Неке борилачке вјештине су настала као мјешавина других; нпр. теквондо, карате и аикидо — настали су као мјешавина борилачких вјештина са Окинаве, кенџицуа и џијуџицуа у Јапану, а субак и текен у Кореји. Многе борилачке вјештине, посебно источне, изучавају и медицинске науке. То се посебно односи на кинеске борилачке вјештине, које изучавају намјештање костију, практикују чи кунг, акупунктуру, акупресуру, као и друге аспекте кинеске народне медицине. Борилачке вјештине такође могу бити повезане са религијом и духовношћу. Неке од њих су основали и проширили монаси (најпознатији су монаси манастира Шаолин).
Борилачке вјештине се примјењују и у савременима оружаним снагама; нпр. методе заштите од напада ножем, које се могу наћи у књигама о мачевању, као што су Fiore dei Liberi и Codex Wallerstein, које су написали непознати аутори, су интегрисане у систем обучавања америчке копнене војске 1942. године. Неке борилачке вјештине су под утицајем власти на њих, постале спортови. Главни мотиви покушаја НР Кине да кинеске борилачке вјештине претворе у вушу спортове, које контролише посебна комисија, је чињеница да се обука у борилачким вјештинама сматра потенцијалном субверзивном појавом.

## Подјела
Постоји велико број знатно различитих борилачких вјештина. Међутим, оне се могу подијелити на двије велике групе: оне које користе оружје и оне које не користе предмете у борби.
Ово је једна од могућих подјела борилачких вјештина, која не садржи све вјештина, али се може користи за илустрацију главних метода:
- Ударци
- Ударци песницама — винг-чун, борилачки самбо, бокс итд.
- Ударци ногама — капуера, савате, теквондо, борилачки самбо, кик-бокс итд.
  - Остали ударци (нпр. лактом, кољеном, отвореном шаком) — тајландски бокс, карате, вушу, крав мага итд.
- Сцепления??
- Бацање — џудо, џијуџицу, борилачки самбо итд.
- Ловушки?? — аикидо, бразилски џијуџицу, хапкидо итд.
  - Полагање на лопатице — џудо, борилачки самбо, рвање слободним стилом итд.
- Коришћење оружја
- Традиционално оружје — мачевање, арнис итд.
- Савремено оружје — кендо, оружани вушу итд.

Борилачке вјештине се могу подијелити по другачијим критеријумима, као што су:
- По традицији: историјске традиционалне вјештине, савремени стил народне борбе или савремени хибриди борилачких вјештина.
- По области настанка: источне борилачке вјештине и западне борилачке вјештине.
- По методи обуке: са оружјем (мачевање, борба штаповима итд.) или без оружја.
- По примјени или сврхи: самоодбрана, борилачки спорт, кореографија или демонстрација форме, медитација итд.
- По кинеској традицији: „унутрашњи“ или „спољашњи“ стил.

## Историја

### Историјске борилачке вештине
Најстарији уметнички радови који приказују сцене битки су пећинске слике из Шпаније датиране између 10.000 и 6.000. п. н. е. које приказују организоване групе у борби луковима и стрелама.

### Модерна историја

#### Крај 19. и почетка 20. века
Средина до крај 19. века означава почетак историје борилачких вештина као модерних спортова развијених из ранијих традиционалних система борбе. У Европи, то се односи на развој бокса и мачевања као спортова. У Јапану, исти период означава формирање модерних форми џудоа, џијуџицуа, каратеа, and кендоа (између осталих) базираних на оживљавању старих школа Едо периода борилачких вештина, које су биле потиснуте током Меиџи обнове. Модерна правила тајландског бокса потичу из 1920-их. У Кини, модерна историја борилачких вештина почиње током Нанкиншке декаде (1930-их) након оснивања Централног гуошу института 1928. године под управом Куоминтанга.
Западњачки интерес у азијске борилачке вештине се јавља крајем 19. века, услед повећања трговине између Сједињених Држава са Кином и Јапаном. Релативно мали број западњака је заправо практиковао те вештине, већ су оне више сматране видом представе. Едвард Вилијам Бартон-Рајт, железнички инжењер који је студирао џијуџицу док је радио у Јапану у периоду између 1894 и 1897, био је прва особа за коју је познато да је подучавао азијске борилачке вештине у Европи. Он је исто тако основао један еклектички стил назван бартицу, којим су комбиновани џијуџицу, џудо, рвање, бокс, савате и борба штаповима.
Мачевање и рвање грчко-римским стилом су били укључени у Летње олимпијске игре 1896.. Светско првенство у рвању и бокс на Летњим олимпијским играма су уведени 1904. године. Традиција награђивања шампионских појаса у рвању и боксу је започела са Лонсдејлским појасом, уведеним 1909. године.

#### 20. век (1914 до 1989)
Међународна боксерска асоцијација је успостављена 1920. године. Светско првенство у мачевању се одржава од 1921. године.
Како је утицај Запада растао у Азији, већи број војних лица је боравио у Кини, Јапану и Јужној Кореји током Другог светског рата и Корејског рата, и они су били изложени локалним борилачким стиловима. Џијуџицу, џудо и карате су били први спортови који су стекли популарност у широј јавности током педесетих и шездесетих година 20. века. Делимично заслугом азијских и холивудских филмова о борилачким вештинама, већина модерних америчких борилачких вештина је била изведена из азијских претходника или су под азијским утицајем. Термин кик-бокс (キックボクシング) је креирао јапански боксерски промотер Осаму Ногучи за варијанту тајландског бокса и каратеа који је он креирао током 1950-их. Амерички кик-бокс је развијен током 1970-их, као комбинација бокса и каратеа. Теквондо је развијен у контексту Корејског рата током 1950-их.
Касније током 1960-их и 1970-их дошло је до повећане заинтересованости медија за кинеске борилачке вештине, услед утицаја мајстора борилачких вештина Бруса Лија. Брус Ли се сматра једним од првих инструктора који су отворено подучавали кинеске борилачке вештине на Западу. Светска првенства у џудоу се одржавају од 1956. године, Џудо је био уврштен у програм Летњих олимпијских игара од 1964. Светска првенства у каратеу су уведена 1970. године, и одржавају се у различитом граду сваке две године.
Након „кунг фу таласа” хонгконшке акционе кинематографије током 1970-их, велики број утицајних филмова насталих током осамдесетих година допринео је знатној мери перцепцији борилачких вештина у западној популарној култури. Тиме су обухваћени Карате Кид (1984) и Крвави спорт (1988). Ова ера је произвела неке од холивудских акционих звезда које су биле упућене у борилачке вештине, као што су Жан Клод ван Дам и Чак Норис.
Током 20. века су бројне борилачке вештине биле адаптиране за сврхе самоодбране у војној борби прса у прса. Борци из Другог светског рата, Капап (1930-е) и Крав мага (1950-е) у Израелу, Система у Русији совјетске ере, и Санда у Народној Републици Кини су примери таквих система. Оружане снаге САД су биле умањиле нагласак на обуци за борбу прса у прса током периода Хладног рата, али је овај вид обуке поново заживео са увођењем  система 1989. године.

#### Од 1990. до данас
Током 1990-их бразилски џијуџицу је постао популаран и показало се да је ефективан на такмичењима мешовитих борилачких вештина, као што су  и Прајд ФЦ.
Године 1993. је одржан први Панкрас догађај. K-1 правила кик-бокса су уведена током 1980-их на бази сеидокајкан каратеа.
Џеки Чен и Џет Ли су проминентне филмске личности које су одговорне за промовисање кинеских борилачких вештина задњих година.
Са континуираним открићима мноштва средњевековних и ренесансних борбених приручника, пракса историјских европских борилачких вештина и других Западних борилачких вештина расте у популарности широм Сједињених Држава и Европе.
Дана 29. новембра 2011, Унеско је уписао текјеон на свој списак Нематеријалног културног наслеђа човечанства.

### Оживљавање изгубљених борилачких вештина
Многе борилачке вештине које воде порекло из Јужне Индије су биле забрањен у Британском раџу. Међу неколицином које једва да су опстале су каларипајату и силамбам. Ове и друге борилачке вештине су опстале путем уверавања Британских власти да се ради о форми плеса. Варма калај, борилачка вештина која се концентрише на виталне тачке, је бала виртуално нестала, али је постепено оживљена.